# Telha (Aquiraz)
Telha é um povoado do município brasileiro de Aquiraz, no litoral Oeste, próximo ao Tapuio da Região Metropolitana de Fortaleza, no estado do Ceará. Pertence ao distrito de Camará (Aquiraz) e de acordo com o Instituto Brasileiro de Geografia e Estatística (IBGE), sua população no ano de 2010 era de 3.390 habitantes, sendo 1.740 mulheres e 1.650 homens, possuindo um total de 933 domicílios particulares.